# Lista comunelor din Oran

Harta Algeriei cu provincia Oran evidențiată

Din provincia Oran fac parte următoarele comune:
- Aïn El Bia
- Aïn El Kerma
- Aïn El Turk
- Arzew
- Ben Freha
- Bethioua
- Bir El Djir
- Boufatis
- Bousfer
- Boutlélis
- El Ançor
- El Braya
- El Kerma
- Es Senia
- Gdyel
- Hassi Ben Okba
- Hassi Bounif
- Hassi Mefsoukh
- Marsat El Hadjadj
- Mers-el-Kébir
- Misserghin
- Oran
- Oued Tlelat
- Sidi Benyebka
- Sidi Chami
- Tafraoui